# آرمن مخیتاریان
آرمن آشوتی مخیتاریان (ارمنی: Արմեն Աշոտի Մխիթարյան؛ زادهٔ ۸ آوریل ۱۹۶۱) یک سیاستمدار، و اهل ارمنستان است که از تاریخ ۱۹۹۹ تا تاریخ ۲۰۱۷ سمت نمایندگی دوره‌های دوم تا پنجم مجلس ملی جمهوری ارمنستان را برعهده داشت.

## زندگی‌نامه
در ۸ آوریل ۱۹۶۱ در ایروان به دنیا آمد . وی همچنین برنده نشان دوستی شده‌است.